# Polgár Gyula (színművész)
Polgár Gyula; Böttger (Rév-Komárom, 1847. május 6. – Pécel, 1910. július 9.) színész, buffokomikus, színigazgató.

## Életútja
Bötger (Polgár) János korcsmáros és Stefanits Katalin fiaként született. Előbb hadnagy volt, majd színpadra lépett 1867-ben. 1875. január havában színigazgató lett. 1880. január 12-én a Népszínházban vendégszerepelt a Boccaccio Lambertuccio szerepében, később mint recitátor járta a vidéket. 1896–97-ben egy darabig művezetést vállalt, hogy testvére, Polgár Béla igazgató lehessen. Halálát ízületi lob, szívszélhűdés okozta.
Első felesége Aitner Ilka (1881. július 4-én esküdtek Temesváron); második felesége Tóth Júlia (?, 1865 – Pécel, 1914. jan. 2.) színésznő volt. Testvérei is színészként működtek: Károly, Béla és Fanny voltak a legismertebbek.
Nevét használta B. Polgár Gyula formában is.

## Fontosabb szerepei
- Cacolet (Meilhac–Halévy: Tricoche és Cacolet)
- Zsupán (Strauss: Cigánybáró)
- Derrick (Planquette: Rip van Winkle)

## Működési adatai
1878–79: Veress; 1879: Temesváry Lajos; 1879–80: Jakab Lajos; 1881: Szegedy Mihály; 1896–97: Polgár Béla. Igazgatóként: 1875: Ada, Kula, Baja; 1875–76: (Váradynéval) Rozsnyó, Homonna; 1876: Cegléd, Nagyabony, Tápiószele, Nagykőrös, Makó; 1877: Keszthely, Tata; 1877–78: (Mezey Péterrel) Jászberény, Vác; 1878: Balassagyarmat, Losonc; 1881–82: (Szegedyvel) Versec, Lugos; 1882: Fehértemplom, Temesvár, Versec, Titel, Palánka, Nyitra; 1883–84: Losonc, Nyitra; 1884–85: (Károllyal) Marosvásárhely.